# Piotr Kantor
Piotr Kantor, född 3 maj 1992 i Sosnowiec, Polen, är en beachvolleyspelare. Han har framförallt nått framgångar som junior med flera europa- och världsmästerskap. I dessa mästerskap och fram till och med 2021 spelade han tillsammans med Bartosz Łosiak. På seniornivå tog de brons vid EM 2021. Sedan 2022 spelar han tillsammans med Maciej Rudol.